# Pier Paolo Vergerio (el Vell)
Pier Paolo Vergerio el Vell (Capodistria, 23 de juliol de 1370 - Budapest, 8 de juliol de 1444 o 1445) fou un humanista, estadista i advocat de dret canònic.
Estudià retòrica a Pàdua i dret canònic a Florència (1387-89) i a Bolonya (1389-90).
És conegut per haver escrit la primera comèdia coneguda del Renaixement italià, Paulus (vers 1390), que està basada en l'estil de Terenci.
Ensenyà lògica a Pàdua i Florència, i fou tutor dels prínceps de Carrara a la seva cort a Pàdua.
El 1405 Pàdua fou presa pels venecians, fet que va perjudicar la seva carrera com a humanista.
Després de 1406 va ser secretari dels papes Innocenci VII i Gregori XII, a Roma.
Posteriorment esdevingué canonge de Ravenna i va prendre part al Concili de Constança el 1414. L'any següent fou un dels quinze delegats que acompanyà l'emperador Segimon a la Conferència de Perpinyà, on s'intentà, sense èxit, aconseguir la renúncia de Benet XIII d'Avinyó.
Des del 1417 fins a la seva mort fou secretari de l'emperador Segimon.
El juliol de 1420 va ser el principal orador, per la part dels catòlics, a la disputa amb els hussites a Praga. Tot i que no es casà mai, i probablement professà els ordes menors, no fou clergue.